# Autopista AP-8
Die Autopista AP-8 (auch Autopista del Cantábrico, baskisch Kantauriko Autobidea) ist eine Autobahn in Spanien und Teil der Europastraße 70. Die Autobahn beginnt in Irún (Grenze zu Frankreich) und endet in Bilbao und geht dann in die Autovía A-8 über.

## Streckenverlauf

### Abschnitte
| Position | Kurzbezeichnung | Abschnitt                 | km   | Eröffnung |
| -------- | --------------- | ------------------------- | ---- | --------- |
| 1        | AP-1 AP-8       | Behovia-Pasaia Gl-20      | 12   | 1975      |
| 2        | AP-1 AP-8       | Arriceta Gl-20-Zarautz    | 16   | 1974      |
| 3        | AP-1 AP-8       | Zarautz-Zumaya            | 14,5 | 1974      |
| 4        | AP-1 AP-8       | Zumaya-Elgóibar           | 17   | 1973      |
| 5        | AP-1 AP-8       | Elgóibar-Eibar AP-1       | 11,8 | 1973      |
| 6        | AP-8            | Eibar AP-1 Durango        | 14,0 | 1972      |
| 7        | AP-8            | Durango-Amorebieta-Etxano | 14,0 | 1971      |
| 8        | AP-8            | Amorebieta-Etxano-Basauri | 14,0 | 1971      |
| 10       | AP-8            | Bilbao-Santurtzi          | 18,0 | 2011      |

### Streckenführung
| Position | höchste zulässige Gesamtgeschwindigkeit | km      | Richtung (Galicien)                                                                      | Richtung (Frankreich)                                    | Anschluss an                    |
| -------- | --------------------------------------- | ------- | ---------------------------------------------------------------------------------------- | -------------------------------------------------------- | ------------------------------- |
| 1        | 120                                     |         | Beginn der Autopista                                                                     | weiter als A-63                                          |                                 |
| 2        | 120                                     |         | Gipuzkoa Baskenland                                                                      | Pyrénées-Atlantiques Aquitanien                          | A 63 E-5 E-70 E-80              |
| 3        | 120                                     |         | Irún (Behovia) Flughafen Garraio VerkehrsterminalIruña (Pamplona) Donostia-San Sebastián | Irun Iruña (Pamplona)                                    | N-121a N-1                      |
| 4        | 120                                     | 7       | Irún Hondarribia Flughafen                                                               | Irún Hondarribia Flughafen                               | N-1 Gl-636                      |
| 5        | 80                                      |         | Irún (Mautstelle)                                                                        | Irún (Mautstelle)                                        |                                 |
| 6        | 120                                     |         | Área de Servicio de Oyarzun                                                              | Área de Servicio de Oyarzun                              |                                 |
| 7        | 120                                     | 11      | Oiartzun Errentería (ost)                                                                | Oiartzun Errentería (ost)                                | Gl-2132 Gl-636                  |
| 8        | 120                                     | 12      | Errentería (Beroun) Pasaia Donostia-San Sebastián                                        | Errentería (Beroun) PasaiaOiartzun Errentería (ost)      | Gl-20 N-20 Gl-2132 Gl-2134      |
| 9        | 100                                     |         | Aginaztegi (Tunnel) Länge: 521 m                                                         | Aginaztegi (Tunnel) Länge: 521 m                         |                                 |
| 10       | 100                                     |         | Txoritokieta (Tunnel) Länge: 174 m                                                       | Txoritokieta (Tunnel) Länge: 174 m                       |                                 |
| 11       | 100                                     |         | Menditxo (Tunnel) Länge: 425 m                                                           | Menditxo (Tunnel) Länge: 425 m                           |                                 |
| 12       | 120                                     | 19      | Hernani Iruña-Pamplona Donostia-San Sebastiános Krankenhaus Astigarraga                  | Hernani Donostia-San Sebastiános Krankenhaus Astigarraga | A-15 Gl-41 Gl-131               |
| 13       | 120                                     |         | Arizmendi (Tunnel) Länge:161 m                                                           | Arizmendi (Tunnel) Länge:161 m                           |                                 |
| 14       | 120                                     |         | Área de Servicio de Hernani                                                              | Área de Servicio de Hernani                              |                                 |
| 15       | 100                                     |         | Galarreta (Tunnel) Länge: 80 m                                                           | Galarreta (Tunnel) Länge: 80 m                           |                                 |
| 16       | 120                                     | 24      | Lasarte-Oria Tolosa Andoain Iruña-Pamplona                                               |                                                          | A-1 E-8 A-15                    |
| 17       | 100                                     |         | Aritzeta (Tunnel) Länge: 264 m                                                           | Aritzeta (Tunnel) Länge: 264 m                           |                                 |
| 18       | 120                                     | 27      |                                                                                          | Donostia-San Sebastián Lasarte-Oria Iruña-Pamplona       | Gl-20Gl-11 A-15                 |
| 19       | 120                                     | 33      |                                                                                          | Orio Aia                                                 | N-634                           |
| 20       | 120                                     | 38      | Zarautz Getaria                                                                          | Zarautz Getaria                                          | N-634                           |
| 21       | 80                                      |         | Zarauz (Mautstelle)                                                                      | Zarauz (Mautstelle)                                      |                                 |
| 22       | 80                                      |         | Meaga (Tunnel) Länge: 465 m                                                              | Meaga (Tunnel) Länge: 465 m                              |                                 |
| 23       | 120                                     | 48      | Zestoa Zumaia Azpeitia                                                                   |                                                          | N-634                           |
| 24       | 120                                     | 54      | Itziar Deba                                                                              | Itziar Deba                                              | Gl-3294 N-636 N-636d            |
| 25       | 120                                     |         | Área de Servicio de Itziar                                                               | Área de Servicio de Itziar                               |                                 |
| 26       | 80                                      |         | Itziar (Tunnel) Länge: 490 m                                                             | Itziar (Tunnel) Länge: 490 m                             |                                 |
| 27       | 80                                      |         | Istiña (Tunnel) Länge: 196 m                                                             | Istiña (Tunnel) Länge: 196 m                             |                                 |
| 28       | 120                                     | 64      | Elgóibar MendaroAzkoitia                                                                 |                                                          | N-634 Gl-2634                   |
| 29       | 120                                     | 69      | Bergara Vitoria-Gasteiz Burgos Madrid Algeciras                                          | Bergara Arrasate Vitoria-Gasteiz                         | E 80 E-5 AP-1                   |
| 30       | 120                                     | 71      | Éibar (ost) Soraluze                                                                     | Éibar (ost) Soraluze                                     | N-634 N-627                     |
| 31       | 120                                     |         | Provinz Bizkaia Baskenland                                                               | Gipuzkoa Baskenland Gipuzkoa                             |                                 |
| 32       | 120                                     | 75      | Éibar (west) Ermua                                                                       | Éibar (west) Ermua                                       | N-634                           |
| 33       | 80                                      |         | Zaldibar (Tunnel) Länge: 599 m                                                           | Zaldibar (Tunnel) Länge: 599 m                           |                                 |
| 34       | 120                                     | 84      | Elorrio Abadiño Berriz Markina-Xemein                                                    | Elorrio Abadiño Berriz Markina-Xemein                    | N-636 N-634 Bl-633              |
| 35       | 120                                     | 88      | Iurreta Durango Vitoria-Gasteiz                                                          | Iurreta Durango Vitoria-Gasteiz                          | N-634 Bl-623                    |
| 36       | 120                                     | 97      | AmorebietaGernika                                                                        |                                                          | N-634Bl-635                     |
| 37       | 120                                     | 100     | Amorebieta Boroa E.P.                                                                    |                                                          | N-634 Bl-635                    |
| 38       | 120                                     |         | Área de Servicio de Amorebieta                                                           | Área de Servicio de Amorebieta                           |                                 |
| 39       | 100                                     |         |                                                                                          | AmorebietaGernika                                        | N-634 Bl-635                    |
| 40       | 120                                     | 103     | Flughafen Bilbao Barakaldo Getxo                                                         |                                                          | N-637                           |
| 41       | 120                                     | 104     |                                                                                          | Flughafen Bilbao Artxanda (Tunnel) Santander             | N-637                           |
| 42       | 120                                     | 105     | Krankenhaus Galdakao Vitoria-GasteizGaldakao                                             |                                                          | N-240 N-634                     |
| 43       | 120                                     | 107     |                                                                                          | Galdakao                                                 |                                 |
| 44       | 120                                     | 109     | Bilbao (Begoña)                                                                          |                                                          | N-634                           |
| 45       | 120                                     | 110/111 | BasauriVitoria-Gasteiz Burgos                                                            | BasauriVitoria-Gasteiz Donostia-San Sebastián Burgos     | Bl-625 N-240 N-634 AP-68 Bl-625 |
| 46       | 80                                      |         | Malmasín (Tunnel) Länge: 1330 m                                                          | Malmasín (Tunnel) Länge: 1330 m                          |                                 |
| 47       | 100                                     |         |                                                                                          | Vitoria-Gasteiz Burgos                                   | AP-68 E-804                     |
| 48       | 120                                     |         | Beginn der Autovia                                                                       | Beginn der Autopista                                     | A-8 E-70                        |

## Größere Städte an der Autobahn
- Irún
- Donostia-San Sebastián
- Durango
- Bilbao